# Dominik Kohr
Dominik Kohr (* 31. ledna 1994) je německý fotbalista, který hraje na pozici záložníka za německý tým 1. FSV Mainz 05, kde je na hostování z Eintrachtu Frankfurt. Kohr rovněž reprezentoval Německo na mládežnické úrovni.

## Klubová kariéra
V Bundeslize za Leverkusen poprvé nastoupil 21. dubna 2012, když v 89. minutě dorazil na hřiště jako střídající hráč a nahradil autora jediné branky André Schürrleho. Leverkusen zvítězil nad Hoffenheimem 1-0.
Do konce sezóny nastoupil ještě do klání s Norimberkem.

## Úspěchy
Německá reprezentace U21
- ME hráčů do 21 let
  - 1. místo (2017)